# 포틀랜드 대학교
포틀랜드 대학교(University of Portland, UP)는 미국 오리건주 포틀랜드에 위치한 사립 가톨릭 대학이다. 1901년에 설립되었으며, 노터데임 대학교를 설립한 성십자가 수도회와 연계하고 있다. 이 대학교의 등록 학생 수는 약 3,730명이다.